# Agnès Evren
Pour les articles homonymes, voir Evren.
Agnès Evren, née le 27 décembre 1970 dans le 12e arrondissement de Paris, est une femme politique française.
Conseillère de Luc Ferry, puis de Xavier Darcos et de François Baroin dans les trois gouvernements François Fillon, elle est élue à Paris depuis 2001.
Vice-présidente des Républicains, elle en est aussi aujourd'hui l'une des porte-paroles. Elle est nommée vice-présidente du conseil régional d'Île-de-France par Valérie Pécresse en 2015, fonction qu'elle occupe jusqu'à son élection comme députée européenne en 2019.
Elle est élue sénatrice de Paris à l'issue des élections sénatoriales de 2023, après avoir présenté une liste dissidente.

## Biographie

### Famille et études
Agnès Evren naît en 1970 dans le 12e arrondissement de Paris puis grandit avec ses neuf frères et sœurs dans une ZUP du Val-de-Marne, dans une famille modeste d'origine turque. Son père est commerçant, sa mère femme au foyer. Elle obtient son baccalauréat au lycée Pablo-Picasso de Fontenay-sous-Bois puis étudie à l'université Panthéon-Sorbonne. Elle y passe un  diplôme d'études approfondies en science politique en 1993 et un diplôme d'études supérieures spécialisées en communication politique et sociale en 1996,.

### Au sein de l'UMP et LR
De 1996 à 2002, Agnès Evren est assistante parlementaire du député du Rassemblement pour la République Jean-Michel Dubernard. Elle travaille principalement sur les questions concernant l'éducation. Membre de l'Union pour un mouvement populaire (UMP), elle est élue conseillère d'arrondissement du 15e arrondissement de Paris en 2001, puis l'année suivante adjointe au maire de l'arrondissement, René Galy-Dejean. Dans le même temps, elle travaille pour le ministre de l'Éducation nationale Luc Ferry comme conseillère parlementaire puis comme cheffe de cabinet, jusqu'en 2004. Elle se lance cette même année dans le privé en cofondant avec Pierre Weill la société de « conseil en stratégie politique » ADF Corporate.
Elle met en pause cette activité quatre ans plus tard en intégrant le cabinet du ministre Xavier Darcos. Ce dernier a d'abord pour charge le portefeuille de l'Éducation nationale jusqu'en 2009, puis ceux du Travail, des Relations sociales, de la Famille, de la Solidarité et de la Ville. Agnès Evren est responsable du pôle parlementaire des trois derniers secrétariats cités. En 2008, elle est aussi nommée adjointe au maire du 15e Philippe Goujon, chargée de l'Enseignement secondaire et des Universités, après avoir été réélue aux élections municipales. Son travail ministériel se poursuit avec François Baroin en 2010, ministre du Budget puis ministre de l'Économie et des Finances.
Son activité de conseillère se voit être stoppée par la défaite de la droite à l'élection présidentielle de 2012 et l'arrivée au pouvoir du Parti socialiste. Au congrès de l'Union pour un mouvement populaire de 2012, elle soutient la candidature de l'ancien Premier ministre François Fillon à la présidence du parti, sans succès. Elle est nommée par ce dernier secrétaire générale adjointe de l'éphémère groupe Rassemblement-Union pour un mouvement populaire à l'Assemblée nationale en novembre 2012. En avril de l'année suivante, elle intègre le bureau politique de l'UMP en tant que secrétaire nationale du parti. En 2014 puis en 2015, elle est porte-parole tour à tour de Nathalie Kosciusko-Morizet pour les élections municipales parisiennes puis de Valérie Pécresse pour les régionales d'Île-de-France, où elle est aussi candidate. Après l'élection de Pécresse à la présidence du conseil régional, elle obtient le poste de vice-présidente de la région, chargée de l'Éducation et de la Culture. Le 16 février 2018, elle est nommée porte-parole du mouvement Libres, fondé par Valérie Pécresse. Elle est élue le 14 octobre 2018 présidente de la fédération parisienne des Républicains, le parti successeur de l'UMP. Elle se met alors en retrait du mouvement Libres.
Agnès Evren est candidate aux élections législatives de 2017 dans la quatrième circonscription de l'Essonne, où était élue Nathalie Kosciusko-Morizet. Elle obtient 42 % au second tour, face à la marcheuse Marie-Pierre Rixain, élue.
Début juillet 2021, elle est nommée porte-parole de LR, en tandem avec Gilles Platret.
Elle perd sa place au sein de la commission d'investiture de LR en 2023 et n'est pas retenue pour figurer en position éligible sur la liste du parti pour les élections sénatoriales de 2023. Elle prévoit alors de mener une liste dissidente à ce scrutin, ce qui lui permet d'être élue sénatrice.
En 2024, Agnès Evren est cofondatrice, avec Geoffroy Boulard et Pierre-Yves Bournazel, du groupe Union capitale au sein du Conseil de Paris. Selon Le Point, l'objectif du nouveau groupe est de contrer Rachida Dati qui n'est pas associée à celui-ci,.
Elle apporte son soutien à Bruno Retailleau lors du congrès LR de 2025, face à Laurent Wauquiez. Après la victoire du premier, elle est nommée porte-parole du parti.

### Députée européenne

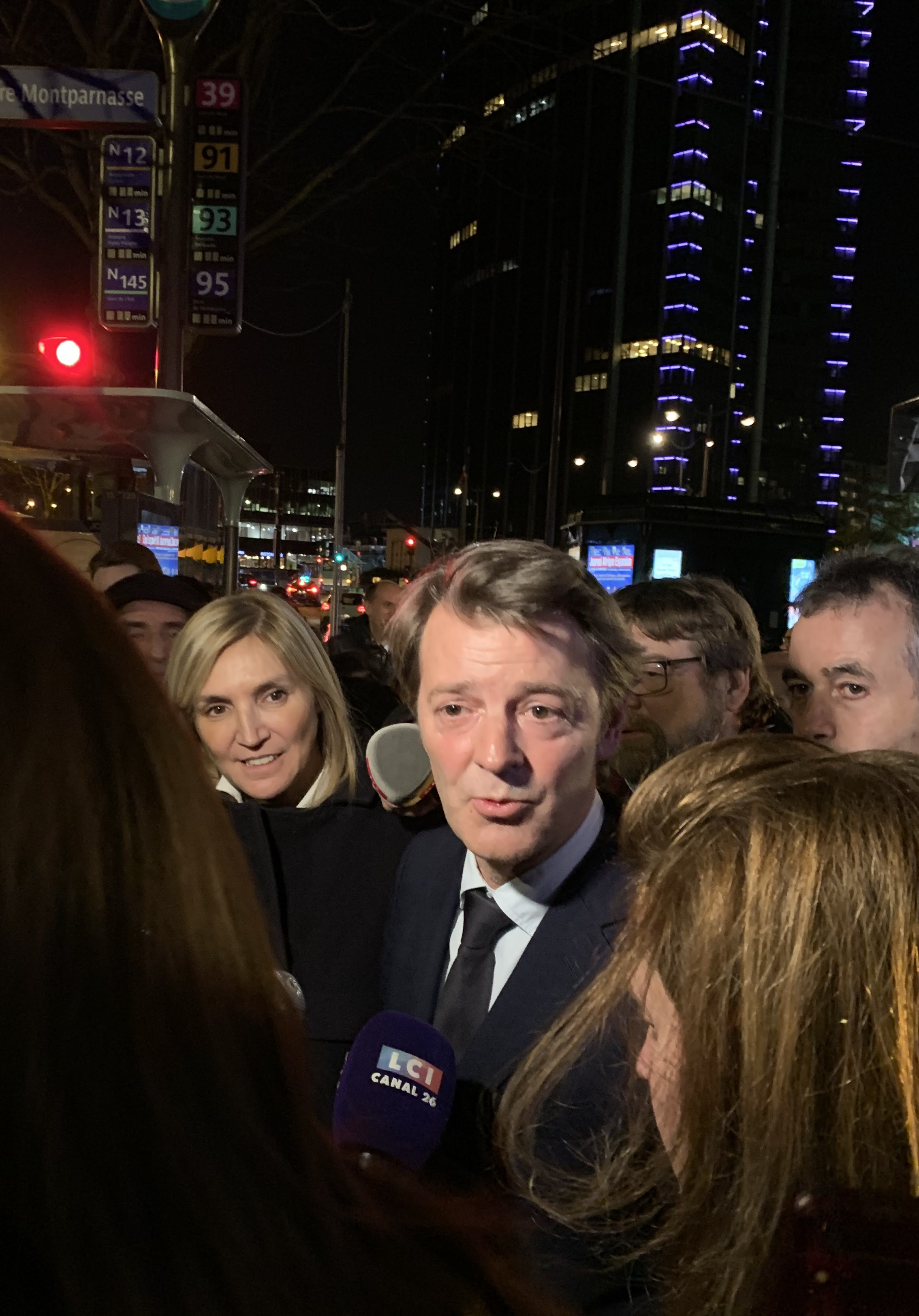
Agnès Evren et François Baroin (mars 2020).

Agnès Evren est candidate aux élections européennes de 2019 sur la liste des Républicains et des Centristes (LC), en deuxième position après François-Xavier Bellamy,. Face au conservatisme de Bellamy, elle incarne une droite plus modérée sur la liste, avec les membres des Centristes,.
Au Parlement européen, Agnès Evren siège au sein de la commission de l'environnement, de la santé publique et de la sécurité alimentaire, de la commission des pétitions et de la commission des affaires économiques et monétaires. Engagée sur les problématiques environnementales, Agnès Evren est membre de la force opérationnelle (« task force ») de l'environnement créée par des députés LR.

### Élections municipales de 2020
Agnès Evren se présente aux élections municipales de 2020 à Paris avec le soutien de Rachida Dati comme tête de liste LR dans le 15e arrondissement. Sa liste arrive en tête du premier tour, avec 22,8 % des voix, devant celle du maire LR sortant, Philippe Goujon (21,3 %). Au second tour, elle est tête de la liste d'union de la droite dans le cadre d'un binôme avec Philippe Goujon, ce dernier devant conserver la mairie d'arrondissement en cas de victoire. Leur liste l’emporte avec 53,5 % des voix : Agnès Evren est réélue conseillère de Paris, est élue conseillère métropolitaine et exerce la fonction de conseillère déléguée auprès du maire du 15e arrondissement. Elle reste députée européenne.

### Élections sénatoriales de 2023
Tête de la liste divers droite (dissidente LR) « rassemblement de la droite et du centre pour Paris » aux élections sénatoriales 2023, elle est élue sénatrice le 24 septembre 2023 avec 11,64 % des voix. Elle fait partie des deux députés européens, avec l'écologiste Yannick Jadot, à être élus sénateurs. Elle laisse sa place au Parlement européen à Laurence Sailliet.

### Actions au Sénat
Depuis son élection, membre de la Commission de la culture, de l'éducation et de la communication et de la Commission des affaires économiques, Agnès Evren a déposé une proposition de loi visant à interdire l'usage des téléphones portables dans les collèges. Selon elle, cette mesure répond à une urgence de santé publique car l'hyperconnexion des jeunes a des effets néfastes sur leurs apprentissages et leur concentration. Sa proposition a relancé le débat sur cette question sensible au sein de la communauté éducative, le ministère de l'Éducation nationale annonçant le lancement d'une expérimentation, dans 199 collèges volontaires, où les téléphones portables seront totalement bannis tout au long de la journée scolaire. Cette expérimentation, appelée pause numérique, devrait être généralisée en 2025. Agnès Evren a salué cette initiative du gouvernement, estimant qu'elle allait dans le sens de sa proposition.

## Distinction
- 2019 : prix de la femme d’influence politique espoir[28].